# Wolfsspitz
Der Wolfsspitz gehört zur Rasse Deutsche Spitze. Diese ist eine von der FCI anerkannte deutsche Hunderasse (FCI-Gruppe 5, Sektion 4, Standard Nr. 97).

## Herkunft und Geschichtliches
Die Wolfsspitze sind trotz der Ähnlichkeit keine direkten Nachkommen des steinzeitlichen Torfhundes „Canis familiaris palustris Rüthimeyer“ und späteren „Pfahlbauspitzes“. Schädel und Skelette dieser möglichen Wolfsspitz-Urahnen wurden unter anderem am Bodensee gefunden. Spitze waren in der Vergangenheit sehr verbreitet, vom Mittelalter bis weit ins 19. Jahrhundert waren sie vor allem in den deutschsprachigen Ländern der häufigste Hundetyp. Schon im frühen 18. Jahrhundert kann der Wolfsspitz als Rasse nachgewiesen werden, unter anderem als Lieblingshund der englischen Könige Georg III. und Georg IV.
In vielen Ländern werden die Wolfsspitze als Keeshond genannt (in den USA fälschlicherweise „Kies-Hond“ ausgesprochen). Eine kleine politische Anekdote bildet den Grund dafür: Um 1781 war ein Wolfspitz ständiger Begleiter des Anführers der niederländischen Volkspartei, der Cornelis de Gyzelaar hieß, abgekürzt „Kees“. Der „Hond“ wurde so als Keeshond zum Maskottchen der Patriotenpartei. Ihre Gegner von der Oranierpartei hatten auch eins, den königlichen Mops, da sie es ja mit dem Regenten Willem von Oranien hielten.
Der erste Standard für Wolfsspitze wurde 1880 an der Hundeausstellung in Berlin aufgestellt. Im revidierten Standard von 1901 wurde die charakteristische Farbe des Wolfsspitzes als „silbergrau mit schwärzlichem Anfluge der einzelnen Haarspitzen“ beschrieben. Erst 1933 wurde der Standard für den mit den Jahren immer kleiner und zarter gezüchteten Keeshond in den Niederlanden formuliert, aber von der FCI nicht anerkannt, da er mit dem deutschen Wolfsspitz größtenteils identisch war.
Nachdem vor allem skandinavische Keeshond-Züchter jahrelang interveniert hatten, passte der „Verein für Deutsche Spitze“ 1997 seinen FCI-Standard so an, dass auch der Keeshond einbezogen werden konnte, was die Zuchtbasis wesentlich vergrößerte. Allerdings wuchs dadurch auch der Einfluss der kleineren und zarteren niederländischen, britischen sowie amerikanischen Wolfsspitze gegenüber dem größeren, robusteren Hundetyp aus Deutschland.
Da zur Züchtung des Eurasiers – neben Samojede und Chow-Chow – auch Wolfsspitze eingesetzt wurden, handelt es sich hier um sehr enge Verwandte.

## Beschreibung
Charakteristisch für den Körperbau der Wolfsspitze ist, dass die Widerristhöhe und die Länge des Hundes einander entsprechen, woraus sich ein quadratischer Körperbau mit gedrungenem Hals ergibt. Mit diesem Körperbau und dem dichten Fell sieht der Wolfsspitz beeindruckend aus, dabei wiegt er bei einer Größe von 43 bis 55 cm nur 16 bis 25 Kilogramm.
Weiterhin typisch für den Wolfsspitz ist seine Färbung. Das Silbergrau mit schwarzen Haarspitzen, das sein Fell kennzeichnet, wird auch als Graugewolkt bezeichnet. Dabei muss, so schreibt es der Rassestandard vor, zwingend eine Zeichnung im Gesicht vorhanden sein. Zu dieser heißt im Standard: „um die Augen herum eine deutliche Zeichnung, bestehend aus einer feinen schwarzen Linie, die schräg vom äußeren Augenwinkel zum unteren Ohransatz verläuft, sowie aus gestrichelten Linien und Schattierungen, welche kurze, aber ausdrucksvolle Augenbrauen formen“.

## Eine seltene Rasse
Im ersten, 1913 erschienen Zuchtbuch des VDH wurden 215 Wolfsspitze registriert. Lange Zeit war die Zuchtbasis klein und die Anzahl der eingetragenen Hunde gering: 1932 wurden beispielsweise nur 59 neue Wolfsspitze eingetragen, 1936 dann 85 Junghunde.
Die Wolfsspitze erlebten in der Zeit des Zweiten Weltkrieges, während zahlreiche andere Rassen fast völlig niedergingen, einen enormen Aufschwung. Im Jahr 1948 wurden 1583 neue Wolfsspitze registriert. Vielleicht brachte der Wolfsspitz alles mit, was man für „schlechte Zeiten“ brauchte: Er ist ein anspruchsloser Wachhund, der keiner großen Pflege bedarf und so genügsam ist, dass er auch mit Kartoffeln auskommen soll (was damals extra betont wurde).
Heute liegt der Wolfsspitz mit dem Kleinspitz an der Spitze der Welpenstatistik für die Varietäten der „Deutschen Spitze“. Der offiziellen Statistik des VDH ist zu entnehmen, dass für das Jahr 2007 197 Wolfsspitze und 192 Kleinspitze geboren wurden.

## Verhalten
Der Wolfsspitz ist ein sehr aufmerksamer Hund. Im Allgemeinen ist er leicht zu erziehen, wenn mit Geduld, Einfühlungsvermögen und liebevoller Konsequenz vorgegangen wird. Meist zeigt er sich Fremden gegenüber misstrauisch, ein ausgeprägtes Jagdverhalten ist untypisch. Er eignet sich gut als Wachhund.